# Бредешть (комуна, Харгіта)
Бредешть, Бредешті (рум. Brădești) — комуна у повіті Харгіта в Румунії. До складу комуни входять такі села (дані про населення за 2002 рік):
- Бредешть (941 особа) — адміністративний центр комуни
- Тирновіца (658 осіб)

Комуна розташована на відстані 219 км на північ від Бухареста, 35 км на захід від М'єркуря-Чука, 141 км на схід від Клуж-Напоки, 79 км на північ від Брашова.

## Населення
За даними перепису населення 2002 року у комуні проживала 3561 особа.
Національний склад населення комуни:
| Національність            | Кількість осіб | Відсоток |
| ------------------------- | -------------- | -------- |
| угорці                    | 3487           | 97,9%    |
| румуни                    | 19             | 0,5%     |
| цигани                    | 4              | 0,1%     |
| німці                     | 1              | < 0,1%   |
| не вказали національність | 49             | 1,4%     |

Рідною мовою назвали:
| Мова                  | Кількість осіб | Відсоток |
| --------------------- | -------------- | -------- |
| угорська              | 3491           | 98,0%    |
| румунська             | 20             | 0,6%     |
| німецька              | 1              | < 0,1%   |
| не вказали рідну мову | 48             | 1,3%     |

Склад населення комуни за віросповіданням:
| Релігія                                       | Кількість осіб | Відсоток |
| --------------------------------------------- | -------------- | -------- |
| римо-католики                                 | 3328           | 93,5%    |
| реформати                                     | 113            | 3,2%     |
| унітарії                                      | 50             | 1,4%     |
| православні                                   | 19             | 0,5%     |
| лютерани (Синодально-пресвітеріанська церква) | 1              | < 0,1%   |
| не вказали релігію                            | 48             | 1,3%     |

## Зовнішні посилання
- Дані про комуну Бредешть на сайті Ghidul Primăriilor [Архівовано 19 січня 2013 у Wayback Machine.]